# Diócesis de Maitland-Newcastle
La diócesis de Maitland-Newcastle (en latín: Dioecesis Maitlandensis-Novocastrensis y en inglés: Roman Catholic Diocese of Maitland-Newcastle) es una circunscripción eclesiástica de la Iglesia católica en Australia. Se trata de una diócesis latina, sufragánea de la arquidiócesis de Sídney. Desde el 2 de febrero de 2023 su obispo es Michael Robert Kennedy.

## Territorio y organización
La diócesis tiene 33 757 km² y extiende su jurisdicción sobre los fieles católicos de rito latino residentes en el estado de Nueva Gales del Sur en la región que se extiende desde el lago Macquarie hasta Taree y tierra adentro hasta Merriwa y Murrurundi.
La sede de la diócesis se encuentra en la ciudad de Newcastle, en donde en el suburbio de Hamilton se halla la Catedral del Sagrado Corazón de Jesús (desde el 14 de junio de 1995). La primera catedral fue la iglesia de San Juan Bautista, en Maitland, desde el 1 de noviembre de 1866 hasta el 26 de noviembre de 1933 cuando por quedar chica se cerró y se estableció la procatedral en el Catholic Hall de Maitland, a su vez cerrada a causa de un terremoto en 1989.
En 2023 en la diócesis existían 38 parroquias.

## Historia
La diócesis de Maitland fue erigida el 25 de junio de 1847 mediante el breve Apostolici muneris del papa Pío IX, obteniendo el territorio de la arquidiócesis de Sídney. El breve de erección solo le asignó como territorio la ciudad de Maitland «Sedem vero Maitlandiensem in urbe eiusdem nominis constitutam nullum aliud territorium habere volumus». El obispo designado no tomó posesión y la diócesis continuó bajo la administración de la arquidiócesis de Sídney hasta la toma de posesión del obispo James Murray el 1 de noviembre de 1866.
A partir de 1866 la diócesis se extendió para incluir Port Macquarie, Tamworth, Gunnedah, Walgett y Coonamble.
El 10 de mayo de 1887 la diócesis cedió los distritos de Coonamble, Gunnedah y Tamworth a la diócesis de Armidale mediante el breve Ex debito pastoralis del papa León XIII.
En 1966 los límites se modificaron nuevamente para excluir la parroquia de Kendle que pasó a la diócesis de Lismore, pero recibió las parroquias de Belmont, Swansea, Toronto, Booragul y Teralba.
En 1989 un terremoto dañó la procatedral, que fue cerrada y la antigua Catedral de San Juan fue reabierta como capilla para el culto local.
El 14 de junio de 1995 mediante el decreto Cum urbs de la Congregación para los Obispos, la catedral fue trasladada a Newcastle y la diócesis tomó su nombre actual.
Se considera que la diócesis es uno de los epicentros del escándalo de abuso sexual católico en Australia , con decenas de sacerdotes y hermanos religiosos condenados por delitos contra niños. Dos altos miembros de la diócesis, el padre Thomas Brennan y el hermano William Wade, también han sido condenados por ocultar abuso sexual infantil.

## Estadísticas
Según el Anuario Pontificio 2024 la diócesis tenía a fines de 2023 un total de 154 700 fieles bautizados.
| Año                                                                             | Población            | Población | Población      | Sacerdotes | Sacerdotes    | Sacerdotes    | Bautizados por sacerdote | Diáconos permanentes | Religiosos | Religiosos | Parroquias |
| Año                                                                             | Bautizados católicos | Total     | % de católicos | Total      | Clero secular | Clero regular | Bautizados por sacerdote | Diáconos permanentes | Varones    | Mujeres    | Parroquias |
| ------------------------------------------------------------------------------- | -------------------- | --------- | -------------- | ---------- | ------------- | ------------- | ------------------------ | -------------------- | ---------- | ---------- | ---------- |
| 1950                                                                            | 45 500               | 227 500   | 20.0           | 103        | 82            | 21            | 441                      |                      | 28         | 485        | 36         |
| 1966                                                                            | 76 000               | 255 000   | 29.8           | 136        | 120           | 16            | 558                      |                      | 40         | 594        | 56         |
| 1970                                                                            | 87 662               | 402 492   | 21.8           | 134        | 114           | 20            | 654                      |                      | 66         | 549        | 57         |
| 1980                                                                            | 97 959               | 459 750   | 21.3           | 110        | 93            | 17            | 890                      |                      | 52         | 458        | 52         |
| 1990                                                                            | 119 000              | 525 000   | 22.7           | 99         | 79            | 20            | 1202                     |                      | 32         | 323        | 53         |
| 1999                                                                            | 140 882              | 579 856   | 24.3           | 81         | 67            | 14            | 1739                     |                      | 25         | 277        | 51         |
| 2000                                                                            | 140 882              | 579 856   | 24.3           | 84         | 68            | 16            | 1677                     | 2                    | 26         | 272        | 51         |
| 2001                                                                            | 140 882              | 579 856   | 24.3           | 86         | 68            | 18            | 1638                     | 2                    | 30         | 248        | 50         |
| 2002                                                                            | 140 882              | 579 856   | 24.3           | 84         | 64            | 20            | 1677                     | 2                    | 27         | 264        | 50         |
| 2003                                                                            | 147 602              | 602 693   | 24.5           | 74         | 61            | 13            | 1994                     | 2                    | 19         | 250        | 50         |
| 2004                                                                            | 147 602              | 602 693   | 24.5           | 67         | 58            | 9             | 2203                     | 2                    | 15         | 242        | 50         |
| 2013                                                                            | 159 150              | 666 292   | 23.9           | 54         | 49            | 5             | 2947                     | 8                    | 9          | 192        | 42         |
| 2016                                                                            | 161 601              | 698 586   | 23.1           | 56         | 48            | 8             | 2885                     | 8                    | 12         | 185        | 39         |
| 2019                                                                            | 154 481              | 706 928   | 21.9           | 50         | 46            | 4             | 3089                     | 10                   | 8          | 164        | 38         |
| 2021                                                                            | 159 000              | 728 200   | 21.8           | 61         | 50            | 11            | 2606                     | 11                   | 15         | 152        | 38         |
| 2023                                                                            | 154 700              | 707 920   | 21.9           | 59         | 49            | 10            | 2622                     | 11                   | 10         | 137        | 38         |
| Fuente: Catholic-Hierarchy, que a su vez toma los datos del Anuario Pontificio. |                      |           |                |            |               |               |                          |                      |            |            |            |

## Episcopologio
- Richard Placid Burchall, O.S.B. † (9 de julio de 1847 dejado sin efecto su nombramiento el mismo día al ser nombrado obispo coadjutor de Sídney)
- Charles Henry Davis, O.S.B. † (24 de septiembre de 1847-17 de mayo de 1854 falleció) (no tomó posesión)
- Sede vacante (1854-1865)

- James Murray † (14 de noviembre de 1865-9 de julio de 1909 falleció)
- Patrick Vincent Dwyer † (9 de julio de 1909 por sucesión-28 de abril de 1931 falleció)
- Edmund John Aloysius Gleeson, C.SS.R. † (28 de marzo de 1931 por sucesión-4 de marzo de 1956 falleció)
- John Thomas Toohey † (4 de marzo de 1956 por sucesión-24 de septiembre de 1975 falleció)
- Leo Morris Clarke † (10 de abril de 1976-3 de noviembre de 1995 renunció)
- Michael John Malone (3 de noviembre de 1995 por sucesión-4 de abril de 2011 renunció)
- William Joseph Wright † (4 de abril de 2011-13 de noviembre de 2021 falleció)
- Michael Robert Kennedy, desde el 2 de febrero de 2023